# Kelly-Ann Way
Kelly-Ann Way (nascida em 18 de setembro de 1964) é uma ex-ciclista canadense que competia em provas de ciclismo de estrada e pista. Ela conquistou uma medalha de prata nos Jogos Pan-Americanos de 1987 em Indianápolis, competindo na perseguição individual. Também representou o Canadá nos Jogos Olímpicos de Verão de 1988 e de 1992.